# Arquidiocese de Barcelona
A Arquidiocese de Barcelona (em latim: Archidiœcesis Barcinonensis) é uma arquidiocese da Igreja Católica sediada em Barcelona, na Catalunha, Espanha. O seu atual arcebispo metropolitano é o Arcebispo Juan José Omella Omella. Possui duas dioceses sufragâneas: Sant Feliu de Llobregat e Terrassa.
Sua sé é a Catedral de Barcelona. Ela possui um total de 215 paróquias, assistidas por 813 padres.

## Território
A arquidiocese compreende a cidade e a parte norte-oriental da província de Barcelona. Seu território é dividido em 212 paróquias.

## História
A diocese de Barcelona foi eregida na primeira metade do século IV, no entanto, existe uma tradição que relaciona os bispos de Barcelona a partir do início do século II. A partir do século V e até 1964, era sufragânea da Arquidiocese de Tarragona, exceto no período em que Tarragona foi suprimida por causa da invasão árabe (séculos VIII-X), que pertencia à província eclesiástica de facto da Arquidiocese de Narbonne (agora a diocese de Carcassonne e Narbonne).
Em 1957, cede um arcipresbiterado em benefício da arquidiocese de Tarragona.
Em 25 de março de 1964, foi elevada à categoria de Arquidiocese imediatamente sujeita à Santa Sé pela bula papal Laeto animo, emitida por Papa Paulo VI.
Em 15 de junho de 2004, passou a ser uma arquidiocese metropolita, pela Bula Ad totius dominici do Papa João Paulo II, designado como novas dioceses sufragâneas as dioceses de Terrassa e Sant Feliu de Llobregat. Estas duas dioceses foram criadas a partir do desmembramento do território da Arquidiocese de Barcelona.

## Prelados
|                             | Nome                                        | Período    | Notas                                                         |
| Arcebispos                  | Arcebispos                                  | Arcebispos | Arcebispos                                                    |
| --------------------------- | ------------------------------------------- | ---------- | ------------------------------------------------------------- |
| 6º                          | Juan José Cardeal Omella Omella             | 2015-      | Atual                                                         |
| 5º                          | Lluís Cardeal Martínez Sistach              | 2004-2015  | Arcebispo emérito                                             |
| 4º                          | Ricard Maria Carles Cardeal i Gordó         | 1990–2004  |                                                               |
| 3º                          | Narcís Cardeal Jubany Arnau                 | 1971–1990  |                                                               |
| 2º                          | Marcelo González Martín                     | 1967–1971  | Nomeado Arcebispo de Toledo                                   |
| 1º                          | Gregorio Modrego y Casaus                   | 1964–1967  |                                                               |
| Arcebispo coadjutor         |                                             |            |                                                               |
|                             | Marcelo González Martín                     | 1966–1967  |                                                               |
| Bispos                      |                                             |            |                                                               |
| 131º                        | Gregorio Modrego y Casaus                   | 1942–1964  | Elevado à Arcebispo                                           |
| 130º                        | Manuel Irurita y Almándoz                   | 1930–1936  |                                                               |
| 129º                        | José Miralles y Sbert                       | 1926–1930  | Nomeado Bispo de Mallorca                                     |
| 128º                        | Ramón Guillamet y Coma                      | 1920–1926  |                                                               |
| 127º                        | Enrique Reig y Casanova                     | 1914–1920  | Nomeado Arcebispo de Valência                                 |
| 126º                        | Juan José Laguarda y Fenollera              | 1909–1913  |                                                               |
| 125º                        | Salvador Cardeal Casañas y Pagés            | 1901–1908  |                                                               |
| 124º                        | José Morgades y Gili                        | 1899–1901  |                                                               |
| 123º                        | Jaime Catalá y Albosa                       | 1883–1899  |                                                               |
| 122º                        | José María Urquinaona y Bidot               | 1878–1883  |                                                               |
| 121º                        | Joaquín Lluch y Garriga, O.C.D.             | 1874–1877  | Nomeado Arcebispo de Sevilha                                  |
| 120º                        | Pantaleón Montserrat Navarro                | 1863–1870  |                                                               |
| 119º                        | Antonio Palau Termes                        | 1857–1862  |                                                               |
| 118º                        | José Domingo Costa Borrás                   | 1850–1857  | Nomeado Arcebispo de Tarragona                                |
| 117º                        | Pedro Martínez San Martín                   | 1832–1849  |                                                               |
| 116º                        | Pablo Sitjar Ruata                          | 1808–1831  |                                                               |
| 115º                        | Pedro Díaz Valdés                           | 1798–1807  |                                                               |
| 114º                        | Eustaquio Azara, O.S.B.                     | 1794–1797  |                                                               |
| 113º                        | Gabino Valladares Mejía, O.Carm.            | 1775–1794  |                                                               |
| 112º                        | José Climent Avinent                        | 1766–1775  |                                                               |
| 111º                        | Asensio Sales                               | 1754–1766  |                                                               |
| 110º                        | Manuel López Aguirre                        | 1750–1754  |                                                               |
| 109º                        | Francisco Díaz Santos y Bullón              | 1748–1750  | Nomeado Bispo de Sigüenza                                     |
| 108º                        | Francisco del Castillo y Veintimiglia       | 1738–1747  | Nomeado Bispo de Jaén                                         |
| 107º                        | Felipe Aguado Requejo                       | 1734–1737  |                                                               |
| 106º                        | Gaspar de Molina y Oviedo, O.S.A.           | 1731–1734  | Nomeado Bispo de Málaga                                       |
| 105º                        | Bernardo Jiménez Cascante                   | 1725–1730  |                                                               |
| 104º                        | Andrés de Orbe y Larreátegui                | 1720–1725  | Nomeado Arcebispo de Valência                                 |
| 103º                        | Diego de Astorga y Céspedes                 | 1716–1720  | Nomeado Arcebispo de Toledo                                   |
| 102º                        | Benito de Sala y de Caramany                | 1698-1715  |                                                               |
| 101º                        | Manuel de Alba                              | 1693-1697  |                                                               |
| 100º                        | Benito Ignacio de Salazar, O.S.B.           | 1683-1691  |                                                               |
| 99º                         | Ildefonso de Sotomayor                      | 1664-1682  |                                                               |
| 98º                         | Ramón Senmenat Lanuza                       | 1655–1663  |                                                               |
| 97º                         | García Gil Manrique                         | 1633–1655  |                                                               |
| 96º                         | Joan Sentís y Sunyer                        | 1620–1632  |                                                               |
| 95º                         | Luis Sans Códol                             | 1612–1620  |                                                               |
| 94º                         | Juan de Moncada                             | 1610–1612  | Nomeado Arcebispo de Tarragona                                |
| 93º                         | Rafael Rovirola                             | 1604–1609  |                                                               |
| 92º                         | Alfonso Coloma Sa                           | 1599–1603  | Nomeado Bispo de Cartagena                                    |
| 91º                         | Joan Dimas Loris                            | 1576–1598  |                                                               |
| 90º                         | Martín Martínez de Villar                   | 1573–1575  |                                                               |
| 89º                         | Guillermo Casador                           | 1561–1570  |                                                               |
| 88º                         | Jaime Casador                               | 1546–1561  |                                                               |
| 87º                         | Juan Cardona                                | 1531–1546  |                                                               |
| 86º                         | Luis Cardona                                | 1529–1531  | Nomeado Arcebispo de Tarragona                                |
| 85º                         | Silvio Passerini                            | 1525–1529  |                                                               |
| 84º                         | Guillén Ramón Vich y Valterra               | 1519–1525  |                                                               |
| 83º                         | Martín García Puyazuelo                     | 1511–1521  |                                                               |
| 82º                         | Enrique Cardona                             | 1505–1512  | Nomeado Arcebispo de Monreale                                 |
| 81º                         | Pere García                                 | 1490–1505  |                                                               |
| 80º                         | Gonzalo Fernández de Heredia                | 1478–1490  |                                                               |
| 79º                         | Rodrigo de Borja i Escriva                  | 1472–1478  |                                                               |
| 78º                         | Joan Ximenis Cerdà                          | 1464–1472  |                                                               |
| 77º                         | Joan Soler                                  | 1458–1463  |                                                               |
| 76º                         | Jaume Girard                                | 1445–1456  |                                                               |
| 75º                         | Simó Salvador                               | 1433–1445  |                                                               |
| 74º                         | Andreu Bertran                              | 1415–1419  | Nomeado Bispo de Girona                                       |
| 73º                         | Francesc Climent Sapera                     | 1410–1415  | Nomeado Arcebispo de Zaragoza                                 |
| 72º                         | Francesc de Blanes                          | 1408–1410  |                                                               |
| 71º                         | Joan Ermengol                               | 1389–1408  |                                                               |
| 70º                         | Raimon d'Escales                            | 1386–1389  |                                                               |
| 69º                         | Pere de Planelles                           | 1371–1385  |                                                               |
| 68º                         | Berenguer d'Erill                           | 1369–1370  |                                                               |
| 67º                         | Guillem de Torrelles                        | 1361–1369  |                                                               |
| 66º                         | Miquel de Ricoma                            | 1346–1361  |                                                               |
| 65º                         | Bernat Oliver                               | 1345–1346  |                                                               |
| 64º                         | Ferrer d'Abella                             | 1334–1344  |                                                               |
| 63º                         | Ponç de Gualba                              | 1303–1334  |                                                               |
| 62º                         | Bernat Pelegrí                              | 1288–1300  |                                                               |
| 61º                         | Guerau de Gualba                            | 1284–1285  |                                                               |
| 60º                         | Arnaldo de Guerbo                           | 1252–1284  |                                                               |
| 59º                         | Pere de Centelles                           | 1241–1252  |                                                               |
| 58º                         | Berenguer de Palou II                       | 1212–1241  |                                                               |
| 57º                         | Pere de Cirac                               | 1208–1211  |                                                               |
| 56º                         | Berenguer de Palou I                        | 1200–1206  |                                                               |
| 55º                         | Raimundo de Castellvel                      | 1189–1199  |                                                               |
| 54º                         | Bernardo de Berga                           | 1172–1188  |                                                               |
| 53º                         | Guilherme de Torroja                        | 1144–1171  |                                                               |
| 52º                         | Arnau Ermengol                              | 1137–1143  |                                                               |
| 51º                         | Olegario Bonestruga                         | 1116–1137  | Nomeado Bispo de Tarragona                                    |
| 50º                         | Raimundo                                    | 1107–1114  |                                                               |
| 49º                         | Berengário                                  | 1100–1106  |                                                               |
| 48º                         | Folc II de Cardona                          | 1096–1099  |                                                               |
| 47º                         | Bertran                                     | 1086–1095  |                                                               |
| 46º                         | Umbert                                      | 1069–1095  |                                                               |
| 45º                         | Berengário                                  | 1062–1069  |                                                               |
| 44º                         | Guislaberto                                 | 1035–1062  |                                                               |
| 43º                         | Guadall Domnuç                              | 1029–1035  |                                                               |
| 42º                         | Deudat                                      | 1010–1029  |                                                               |
| 41º                         | Aécio                                       | 995–1010   |                                                               |
| 40º                         | Vives                                       | 974–995    |                                                               |
| 39º                         | Péré                                        | 962–973    |                                                               |
| 38º                         | Guilara                                     | 937–959    |                                                               |
| 37º                         | Teodorico                                   | 904–937    |                                                               |
| 36º                         | Frodoí                                      | 861–890    |                                                               |
| 35º                         | Ataulfo                                     | 850–860    |                                                               |
| 34º                         | João                                        | ?-850      |                                                               |
| 33º                         | Laulfo                                      | 689–702    |                                                               |
| 32º                         | Idácio                                      | 666–689    |                                                               |
| 31º                         | Quirze                                      | 640–666    |                                                               |
| 30º                         | Ola                                         | 634–638    |                                                               |
| 29º                         | Emila                                       | 600–633    |                                                               |
| 28º                         | Ugerno                                      | 580–599    |                                                               |
| 27º                         | Paterno                                     | 546-?      |                                                               |
| 26º                         | Nebrídio                                    | 540-?      |                                                               |
| 25º                         | Agrício                                     | 517-?      |                                                               |
| 24º                         | Nundinário                                  | 465-?      |                                                               |
| 23º                         | Sigisário                                   | 415-?      |                                                               |
| 22º                         | Lâmpio                                      | 400-?      |                                                               |
| 21º                         | Paciano                                     | 391-?      |                                                               |
| 20º                         | Pretextato                                  | 347-?      |                                                               |
| 19º                         | Severo                                      | ?          |                                                               |
| 18º                         | Guilherme                                   | ?          |                                                               |
| 17º                         | Gandimário                                  | ?          |                                                               |
| 16º                         | Armengaldo                                  | ?          |                                                               |
| 15º                         | Alberto                                     | ?          |                                                               |
| 14º                         | Alexandre II                                | ?          |                                                               |
| 13º                         | Pusião                                      | ?          |                                                               |
| 12º                         | Peneguardo                                  | ?          |                                                               |
| 11º                         | Deodato II                                  | ?          |                                                               |
| 10º                         | Teodorico                                   | ?          |                                                               |
| 9º                          | Deodato I                                   | ?          |                                                               |
| 8º                          | Totxa                                       | ?          |                                                               |
| 7º                          | Lúcio                                       | ?          |                                                               |
| 6º                          | Alexandre I                                 | ?          |                                                               |
| 5º                          | Teolico                                     | ?          |                                                               |
| 4º                          | Áccio                                       | ?          |                                                               |
| 3º                          | Aulo Víctor                                 | 139-?      |                                                               |
| 2º                          | Teodósio                                    | 94-?       |                                                               |
| 1º                          | Etério                                      | 37-?       | Discípulo do Apóstolo Santiago                                |
| Bispos coadjutores          |                                             |            |                                                               |
|                             | José Miralles y Sbert                       | 1925-1926  |                                                               |
|                             | Guillermo Casador                           | 1560-1561  |                                                               |
|                             | Guillén-Ramón Cardeal de Vich y de Valterra | 1519-1521  |                                                               |
| Bispos auxiliares           |                                             |            |                                                               |
|                             | David Abadías Aurín                         | 2023-      | Atual                                                         |
|                             | Javier Vilanova Pellisa                     | 2020-      | Atual                                                         |
|                             | Sergi Gordo Rodríguez                       | 2017-2023  | Nomeado Bispo de Tortosa                                      |
|                             | Antoni Vadell Ferrer                        | 2017–2022  | Faleceu no cargo                                              |
|                             | Sebastián Taltavull Anglada                 | 2009–2017  | Nomeado Bispo de Mallorca                                     |
|                             | Josep Ángel Saiz Meneses                    | 2001–2004  | Nomeado Bispo de Terrassa                                     |
|                             | Pere Tena Garriga                           | 19932004   |                                                               |
|                             | Jaume Traserra Cunillera                    | 1993–2001  | Nomeado Bispo de Solsona                                      |
|                             | Joan Enric Vives i Sicília                  | 1993–2001  | Nomeado Bispo coadjutor de Urgel                              |
|                             | Joan Carrera Planas                         | 1991–2008  |                                                               |
|                             | Carles Soler Perdigó                        | 1991–2001  | Nomeado Bispo de Girona                                       |
|                             | Lluís Martínez Sistach                      | 1987–1991  | Nomeado Bispo de Tortosa                                      |
|                             | José Capmany Casamitjana                    | 1968–1991  |                                                               |
|                             | Ramón Daumal Serra                          | 1968–1987  |                                                               |
|                             | José María Guix Ferreres                    | 1968–1983  | Nomeado Bispo de Vic                                          |
|                             | Ramón Torrella Cascante                     | 1968–1970  | Nomeado Vice Presidente do Pontifício Conselho para os Leigos |
|                             | Narciso Jubany Arnau                        | 1955–1964  | Nomeado Bispo de Girona                                       |
|                             | Ricardo Cortés y Cullel                     | 1903–1910  |                                                               |
|                             | Pablo Sitjar Ruata                          | 1797–1808  | Nomeado Bispo                                                 |
|                             | Antonio Codina, O.S.A.                      | 1548–1557  |                                                               |
|                             | Juan Jubí, O.F.M.                           | 1542–1573  |                                                               |
|                             | Juan Salazar, O.F.M. Conv.                  | 1520– ?    |                                                               |
| Administradores apostólicos |                                             |            |                                                               |
|                             | Miguel de los Santos Díaz y Gómara          | 1939-1942  | Bispo de Cartagena                                            |
|                             | Andreu Bertran                              | 1431–1433  |                                                               |
|                             | Francesc Climent Sapera                     | 1420–1429  | Arcebispo de Zaragoza                                         |